# Пиллэй, Нави

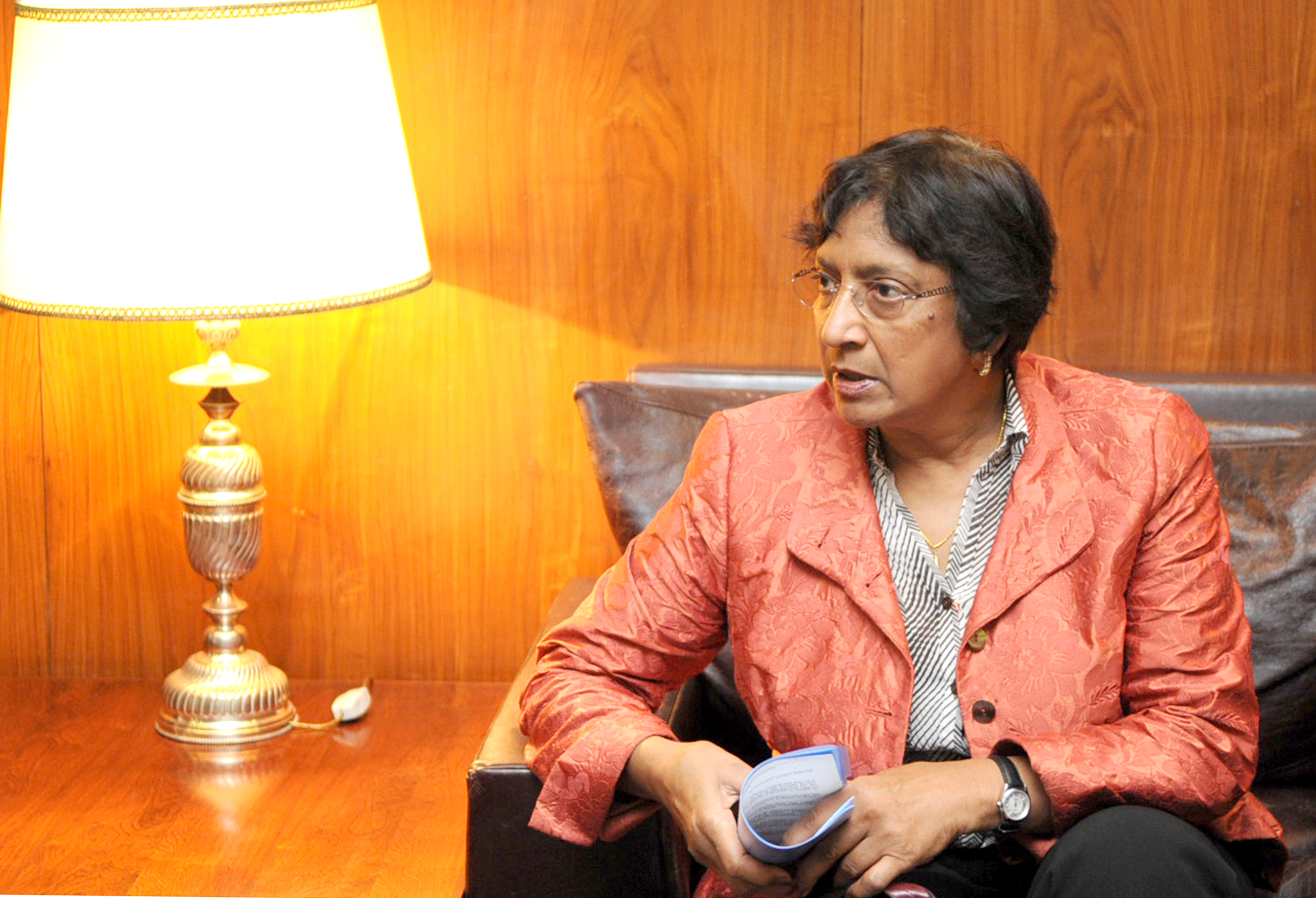

Наванетхем «Нави» Пиллэй (англ. Navanethem "Navi" Pillay, род. 23 сентября 1941) — Верховный комиссар ООН по правам человека в 2008—2014 годах. По национальности — индийка (тамилка) южноафриканского происхождения.
В 1967 году она стала первой «небелой» женщиной, открывшей свою юридическую практику в провинции Наталь; защищала борцов против апартеида и вскрывала использование властью пыток и репрессий. Она также была первой «небелой» женщиной в Верховном суде ЮАР, также работала в качестве судьи Международного уголовного суда и была президентом Международного уголовного трибунала по Руанде.